# Michał Wielhorski (kuchmistrz litewski)
Michał Wielhorski herbu Kierdeja, inne formy nazwiska: Wielehorski; Wielohorski (ur. ok. 1730 w Horochowie, zm. w 1814) – kuchmistrz wielki litewski w latach 1763–1774, oboźny koronny (dworski) w 1758 roku, starosta kamieniecki litewski, poseł konfederacji barskiej do Francji, pisarz polityczny, pułkownik chorągwi pancernej.

## Życiorys
Pochodził ze szlachty wołyńskiej (Horochów), pieczętującej się herbem Kierdeja, spokrewnionej, lub spowinowaconej z możniejszymi rodami, m.in.: Zamoyskimi, Potockimi, Jabłonowskimi, Mniszchami. Był synem Feliksa Ignacego starosty bracławskiego, i Ludwiny z Zamoyskich. Wcześnie osierocony (ojciec zmarł w roku 1737), wychowywał się pod kuratelą krewnych („z opieki wyszedł” w roku 1746). Odziedziczył liczna dobra ziemskie. Wśród nich kilkuwioskowy majątek z ośrodkiem w Horochowie, obejmujący: Chołojów, Łupcza, Metna, Wyspa, Kniesioł, Paniowce, Tyśmienica, Leszczyna, Ożechowce i Łabuńki. W samym Horochowie utrzymywał sławną kapelę, która występowała także na scenie dworskiej Augusta III. Nauki pobierał u lwowskich teatynów. Uzupełnieniem edukacji była podróż, jaką odbył po Europie, odwiedzając Francję (gdzie także się kształcił) i kraje niemieckie. Dłuższy czas bawił w Dreźnie, gdzie starał się zbliżyć do dworu.
Ożenił się w 1754 (5 listopada) z Elżbietą z Ogińskich, wojewodzianką trocką (siostrą Michała Kazimierza), autorką przekładu komedii Patelin patron wystawionej na scenie dukielskiej. Status społeczny małżonki podkreślał jego wielkopańskie aspiracje (miał jeszcze jedną żonę, po śmierci Elżbiety w roku 1771, ożenił się z hrabiną de Traversier, znów więc przedstawicielką arystokracji). W tym też mniej więcej czasie związał się Wielhorski z odgrywającym wiodącą rolę na dworze Augusta III ministrem Henrykiem Brühlem, rozpoczynając polityczną karierę. Pod komendą Brühla Wielhorski działał na sejmach i w misjach dyplomatycznych. Poseł koronny na sejm nadzwyczajny  1761 roku z województwa inflanckiego. Z ramienia partii dworskiej jeździł (1761) do Wilna na reasumpcję Trybunału Litewskiego. Nieco później posłował z Białegostoku do Drezna, aby pozyskać zbrojne posiłki dla „republikanów”. Za tę aktywność został nagrodzony przez króla starostwami sieleckim (w roku 1755), następnie zaś kamienieckim (w roku 1756 lub 1757) oraz tytularnymi urzędami oboźnego wielkiego koronnego (od 22 marca 1758) i wreszcie. Poseł na sejm 1762 roku z ziemi sochaczewskiej. W roku 1763 (22 marca) otrzymał nominację na kuchmistrza Wielkiego Księstwa Litewskiego (z urzędu tego ustąpił dopiero w roku 1775).
Służbę wojskową rozpoczął od funkcji rotmistrza chorągwi pancernej 1. pułku wojsk koronnych. Wkrótce potem (w roku 1755) awansował na pułkownika.
Po śmierci Wettyna, Wielhorski znalazł się w opozycji do nowego króla. Jako poseł województwa wołyńskiego na Sejmie Czaplica w 1766 roku wystąpił z obroną liberum veto, jako jeden z przywódców opozycji występującej przeciwko reformom rodu Czartoryskich. Efektem wniosku (popartego przez ambasady Prus i Rosji groźbą zbrojnej interwencji) było uchwalenie „Ubezpieczenia głosu wolnego” ograniczającego wprowadzone w 1764 głosowanie większością do spraw skarbowych nie wymagających wprowadzenia nowych podatków lub powiększenia dotychczasowych, gwarantujące zaś jednomyślność w sprawach status. Członek konfederacji radomskiej w 1767 roku.
posłował do Katarzyny II z prośbą konfederatów o rozciągnięcie nad nimi protekcji. Po wybuchu konfederacji barskiej Wielhorski trafił z kolei do jej szeregów. Kiedy wykształciła się Generalność konfederacji, Wielhorski został przez nią posłany w styczniu 1770 r. do Paryża jako oficjalny przedstawiciel władz barskich przy dworze wersalskim. Miał działać na rzecz wyniesienia na tron polski kandydata króla francuskiego przy uzyskaniu od niego gwarancji poszanowania postulatów szlachty. Nie odniósł sukcesu na scenie politycznej (m.in. na skutek upadku rządu de Choiseula, z którym konfederaci planowali prowadzić negocjacje); nawiązał jednak dobre stosunki z oświeceniowymi myślicielami, Gabrielem Mably i Janem Jakubem Rousseau, w celu uzyskania od nich rad ustrojowych dla przyszłej, odrodzonej przez spodziewane zwycięstwo konfederatów, Rzeczypospolitej. Z jego inspiracji powstały: Du Gouvernement et des lois de Pologne Mably’ego i Considerations sur le gouvernament de Pologne Rousseau. W 1775 r. sam opublikował, jednocześnie po polsku i francusku, dzieło O przywróceniu dawnego rządu według pierwiastkowych Rzeczypospolitej ustaw, w którym wyłożył swoją koncepcję uzdrowienia państwa przez przywrócenie Polakom ich „naturalnego ustroju”, zawartego w wypracowanych przez przodków prawach zwyczajowych.
Do ojczyzny powrócił dopiero w roku 1776, po ogłoszeniu amnestii dla emigrantów barskich. Wówczas pogodził się osobiście ze Stanisławem Augustem, który uratował jego dobra przed sekwestrem. Umożliwiło to sprzedaż części ziem Wielhorskiego z samym Horochowem bratankowi króla, księciu Stanisławowi, by móc spłacić część zaciągniętych długów. Okazał się Wielhorski lojalnym poddanym monarchii austriackiej, w której skład weszła część jego dóbr (w nich najchętniej rezydował) i po latach starań w 1787 roku otrzymał od Józefa II tytuł hrabiowski oraz tytuł wielkiego koniuszego Galicji i Lodomerii. Działań politycznych już prawie nie podejmował, chociaż przyłożył rękę do powstania memoriałów zwalczających reformy józefińskie, zmierzających (w dość skromnym zresztą zakresie) do ulżenia doli chłopów w Galicji. W roku zaś 1780 znalazł się w komisji oceniającej Zbiór praw sądowych Andrzeja Zamoyskiego. Podobno potępił Konstytucję 3 maja i sympatyzował z konfederacją targowicką. Większą rolę odgrywał w działalności nieoficjalnej we lwowskim środowisku wolnomularskim. Wielhorski jest znany głównie ze swego pisarstwa politycznego, ale na stare lata napisał też m.in. gramatykę języka polskiego (po francusku), notabene nie był do tej pracy odpowiednio przygotowany teoretycznie.
O niejednoznaczności postaci kuchmistrza litewskiego świadczą pośrednio losy jego synów. Dwóch z nich Michał i Józef swoją karierę oficerską związało ze służbą królowi w obronie trzeciomajowej konstytucji, potem w insurekcji kościuszkowskiej, a Józef także w legionach polskich i w końcu w szeregach wojska Księstwa Warszawskiego. Zupełnie inaczej potoczyły się dzieje Jerzego Wielhorskiego, targowiczanina, który po okrzyknięciu go w czasie insurekcji kościuszkowskiej zdrajcą, uznał Rosję za swoją ojczyznę i dał początek całkowicie zrusyfikowanej gałęzi rodu.

## Odznaczenia
W 1758 roku odznaczony Orderem Orła Białego, kawaler Orderu Świętego Stanisława od 1791, odznaczony bawarskim Orderem Świętego Huberta (nadanie tego ostatniego orderu jest wątpliwe, nie można go odnaleźć na corocznej liście kawalerów orderów bawarskich).

## Twórczość

### Ważniejsze utwory
1. Projekt względem pieniędzy, powst. kwiecień 1761, rękopis: Biblioteka PAN Kraków sygn. 312, streszczenie podaje W. Konopczyński: Przesilenie monetarne w Polsce, „Ekonomista” rocznik 10 (1910), s. 47
2. Mowy... miane na Sejmie Ordynaryjnym Warszawskim 1766, dnia 11 Octobris; dnia 20 Octobris; dnia 22 Octobris, brak miejsca wydania (1766); w czasie tego sejmu ogł. ponadto następujące mowy z: 30 października, 6 i 18 listopada
3. Lettre de créance donnée par la diète..., Petersburg 1767; not. Estreichera XXXII (1938) 452 za J. I. Kraszewskim (Polska w czasie trzech rozbiorów t. 3, Kraków 1875, s. 101)
4. (List do pewnej księżnej o nowym projekcie elekcji) w: Considérations politiques et philosophiques sur les affaires présentes du Nord, et particulièrement sur celles de Pologne, Londyn 1774
5. O przywróceniu dawnego rządu według pierwiastkowych Rzeczypospolitej ustaw, brak miejsca wydania 1775; na s. 284–303 list od G. B. de Mably’ego (porównaj Listy i materiały poz. 10); przekł. francuski (1775)
6. Uwagi nad rękopisem Observations de mr l’abbé de Mably sur la réforme des loix de la Pologne, rękopis (odpis): Biblioteka Jagiellońska sygn. 7224 IV
7. Nouveaux principes de la langue polonaise, rękopis: Ossolineum sygn. 882/I
8. Do publiczności. Przez... koniuszego wielkiego Królestw Galicji i Lodomerii..., brak miejsca wydania (po 18 maja 1790), przekł. francuski (po 18 maja 1790); Estreicher (XXXII, 454) błędnie traktował Michała Wielhorskiego (koniuszego wielkiego Królestwa Galicji i Lodomerii), jako osobę różną od Michała Wielhorskiego (kuchmistrza Wielkiego Księstwa Litewskiego).

Ponadto Wielhorski pisał liczne memoriały polityczne zachowane w rękopisach, m.in. w Ossolineum sygn. 525/II poz. 62 (tu memoriały przedstawione w latach 1782–1785 cesarzowi) oraz w zbiorach jego pism z okresu konfederacji barskiej (zobacz Listy i materiały poz. 5).
Według informacji K. H. Heykinga był on autorem napisanej w języku francuskim pochwały Zygmunta Augusta (na wzór eklog A. L. Thomasa)
Konfederackie komunikaty Wielhorskiego ogłaszano w „Gazette de France” (1770-1773).

### Prace edytorskie
1. Manifest de la République confédérée de Pologne du quinze novembre mille sept cents soixante-neuf. Traduit du polonais (Paryż) 1770; druk poza manifestem tytułowym przynosi cały zbiór najważniejszych proklamacji konfederackich; przy redakcji zbioru współpracowali w Wielhorskim: C. C. do Rulhière i G. B. de Mably; przekł. niemiecki (1770).

### Listy i materiały
1. List z roku 1753, rękopis: Biblioteka Jagiellońska sygn. 4913
2. Do Marii Amelii Mniszchowej zbiór listów, rękopis: Biblioteka Czartoryskich sygn. 3470
3. Korespondencja z J. A. Mniszchem, m.in. rękopisy: Biblioteka Czartoryskich sygn. 3861, Biblioteka Krasińskich sygn. 3983 (zniszczony)
4. Do Stanisława Augusta w zbiorach z lat 1764–1784, rękopisy: Biblioteka Czartoryskich sygn. 692, 694
5. Korespondencja i materiały z czasów konfederacji barskiej, najważniejsze zbiory w rękopisach: Arch. du Ministère des Affaires Étrangères (Pologne, Correspondance) w Paryżu; Hauptstaatsarchiv w Dreźnie; Archiwum Ministerstwa Spraw Zagranicznych (Dieła polskija) w Moskwie; była Biblioteka Towarzystwa Przyjaciół Nauk w Wilnie; Archiwum Główne Akt Dawnych – Archiwum Ordynacji Nieświeskiej (tu głównie korespondencja z K. S. Radziwiłłem); Biblioteka Czartoryska m.in. sygn. 832-833, 943; Biblioteka Jagiellońska sygn. 6579 IV; Ossolineum sygn. 562/II poz. 39, 3041/II (tu notaty z papierów Wielhorskiego z roku 1769), zobacz także poz. 2-3, 8; fragmenty ogł.: H. Schmitt: Źródła odnoszące się do pierwszego okresu panowania Stanisława Augusta, do r. 1773, Lwów 1884, s. 103, 184-186, 205-208; A. M. Skałkowski w: Archiwum Wybickiego t. 1, Gdańsk 1948
6. Do Jana Jakuba Zamoyskiego z lat 1772–1766, rękopis: Państwowe Centralne Historyczne Archiwum w Kijowie sygn. 256, 1, 1035, k. 11-17
7. Korespondencja z J. d’Alembertem z roku 1774 (listy d’Alemberta i Wielhorskiego z 1 lipca 1774), fragmenty ogł. Sz. Askenazy, „Biblioteka Warszawska” 1898 t. 1, s. 454
8. Zbiór korespondencji Wielhorskiego zawierający m.in. listy do synów, rękopisy: Biblioteka Krasińskich, m.in. sygn. 3933 (zniszczony)
9. Od J. J. Rousseau 4 listy z lat: 1770-1771, 1774; jeden list z roku 1770 ogł.: W. Olszewicz, „Annales J. J. Rousseau” t. 9 (1913/1914), s. 34 (tekst franc.); W. M. Kozłowski w: Rousseau i Polska w: H. Hettner: J. J. Rousseau, przekł. M. Pieńkowski, Warszawa 1914 (tekst polski) – List z roku 1771 ogł. W. Konopczyński, „Themis Polska” 1913 zeszyt 2 – dwa listy z roku 1774 ogł. Sz. Askenazy, „Biblioteka Warszawska” 1898 t. 1 i J. Finot, „Revues des Revues” 1898 nr 15 – zobacz także J. J. Rousseau: Correspondance générale, ed. T. Dufour, t. 20, Paryż 1934
10. Od G. B. de Mably list z roku 1774, ogł. zobacz Ważniejsze utwory poz. 5, s. 284–303; przedr. w: List JP. Bartłomieja Werpechowskiego... do JW. Rzewuskiego, hetmana polnego koronnego, z okazji pisma jego względem sukcesji tronu, brak miejsca wydania (1790) – Wyciągi z 12 listów z lat 1777–1784, ogł. Sz. Askenazy: Listy Mably’ego, „Kwartalnik Historyczny” rocznik 14 (1900), s. 229–238.

## Wybrane opracowania dot. twórczości Wielhorskiego
1. S. Duńczewski: (Dedykacja do) Kalendarz polski i ruski na rok pański 1765..., Zamość brak roku wydania
2. T. Sapieżyna: Z pamiętnika konfederatki... (1771-3), wyd. W. Konopczyński, Kraków 1914
3. (Essai sur le rétablissement... Rec.) „Gazette Universelle de Littérature” 1776 nr 36
4. S. Trembecki: Listy, oprac. J. Kott, R. Kaleta; t. 1, Wrocław 1954 (Listy z lat 1775–1776)
5. S. Trembecki: O rządach Polski (powst. około roku 1776), rękopis: Biblioteka PAN Kraków sygn. 1401
6. Correspondance inédite du roi Stanislas-Auguste Poniatowski et de madame Geoffrin (1764-1777), wyd. C. de Mouÿ, Paryż 1875
7. P. Gautier: (Dedykacja do) Mémoire sur nouveau système d’agriculture convenable à la Pologne, Lwów 1777
8. Règlemens pour une L∴ Particulière, rédigés par Ordre de la J∴ et P∴ L∴ du Bouclier du Nord à l’Orient de Varsovie 1784, brak miejsca wydania (około roku 1784)
9. K. H. Heyking: Aus Polens und Kurlands letzten Tagen. Memoiren 1752-1796, Berlin 1897; przekł. polski: Wspomnienia z ostatnich lat Polski i Kurlandii, tłum. W. Zawadzki w: Polska stanisławowska w oczach cudzoziemców t. 1 (Warszawa) 1963 „Biblioteka Pamiętnikarzy Polskich o Obcych”
10. J. Kitowicz: Pamiętniki t. 1, Lwów 1882, s. 77.